# Тантодзюцу
Тантодзюцу (яп. 短刀術) — появившийся в Америке, псевдояпонский, современный термин, означающий техники рукопашного боя с применением ножа.
Не существует традиционных дальневосточных школ боевых искусств, содержащих хоть сколько-нибудь ёмкую систему действий танто. Все техники представляют собой изолированные действия, копирующие основную технику стиля с поправкой на короткий клинок. Много экспериментировали с созданием систем боя с использованием ножей в школах госиндзюцу/дзюдзюцу периода Эдо, но попытки эти не оставили существенных следов, возможно из-за позднейшего доминирования дзюдо Кодокан.
Современный термин, образовался как антитеза разделам противодействия нападающему с ножом, т. н. «танто-дори»(яп. 短刀 捕り) существующими в различных стилях будо.
Часто приводимый в пример «танто-дзюцу» японский стиль Такэноути-рю, оперирует термином «кодати» и его раздел техник с коротким мечом, входит в общий раздел торитэ/когусоку (яп. 捕手腰の廻　（小具足組討）), не выделяясь в самостоятельное «дзюцу».